# Juan García Hortelano
Juan García Hortelano (Madrid, 14 de febrero de 1928 - Madrid, 3 de abril de 1992) fue un escritor español.

## Trayectoria
Hijo del médico y químico Juan García Gutiérrez y de Milagros Hortelano Martínez, Juan García Hortelano sufrió la Guerra Civil en una infancia libre pero peligrosa entre Cuenca y Madrid. Su abuelo tenía una buena biblioteca, y Juan, lector, la usará completando en su juventud sus curiosidades con la del Ateneo. En 1951 se afilió al Partido Comunista de España (PCE). Licenciado en Derecho por la Universidad de Madrid en 1950, ganó una oposición en la Administración Civil en 1953.
García Hortelano escribió desde los catorce años. Acudió a muy diversas tertulias literarias, no sólo la del Café Gijón. Se presentó a certámenes literarios sin éxito, al principio, finalmente su novela Barrio de Argüelles resultó finalista del Premio Nadal en 1956, aunque no llegó a publicarse nunca. Pero en 1959 publicó su primera novela, Nuevas amistades, que obtuvo el Premio Biblioteca Breve; y ganó el Premio Formentor de las Letras con Tormenta de verano (1961), que se tradujo a doce lenguas. Admirador de Flaubert, Proust, Sartre, Boris Vian (de quien fue traductor al castellano) y de Cervantes, o Galdós, entre otros, también escribió poesía.
En 1964 conoció a su mujer, María Martín Ampudia, y fruto de esta relación nació su hija, la abogada Sofía García-Hortelano Martín-Ampudia; ambas manifestaron en abril de 2002 su intención de publicar las «Memorias inventadas» ―como las denomina su viuda―, una serie de textos autobiográficos inéditos del autor, fallecido el 3 de abril de 1992, con 64 años de edad, a consecuencia de un cáncer de pulmón.
Durante toda su vida, García Hortelano —autodidacta en materia de literatura— se dedicó al ejercicio de la escritura con fervor y disciplina, sin abandonar nunca su trabajo como funcionario administrativo de la Comunidad de Madrid: incluso cuando su obra comenzó a ser reconocida más allá del círculo de sus íntimos, Hortelano fue puntualmente a la oficina. Habló en un artículo de su disfrute de una clandestinidad, que calla sus preferencias y aguanta las ajenas. Lo que no impidió que cultivara la amistad de muchos; destacan, entre ellos, Juan Benet, Jaime Gil de Biedma, Juan Marsé y Ángel González. Fue asesor literario con Jaime Salinas Bonmatí para la Editorial Alfaguara; fue amigo del editor Carlos Barral, con quien tradujo la primera novela del escritor suizo Robert Walser que se conoció en España, la titulada Jacob von Gunten, libro publicado en 1974 que fue retirado del mercado al poco tiempo por un desacuerdo con la Fundación Carl Seelig, los herederos de Walser. Fue asimismo miembro del jurado del Premio La Sonrisa Vertical de literatura erótica. Además, tradujo a Céline e hizo una excelente antología de los poetas de su generación, titulada El grupo poético de los años 50. Una antología (1978). Colaboró con el periódico El País escribiendo artículos de opinión.
García Hortelano también publicó cuentos y ensayos sobre la literatura de autores como Jovellanos, Cesare Pavese, Kafka, Walser, Proust, Céline, Sartre y el movimiento literario nouveau roman, Machado, Salinas, Onetti y Barral.
Sus obras completas han sido publicadas por la Editorial Lumen.
Casualmente otro escritor español, Francisco García Hortelano, tuvo que buscarse el pseudónimo de Francisco Casavella para diferenciarse de él.

## Estilo
A pesar de las patentes diferencias que existen entre sus obras, el estilo de Juan García Hortelano guarda ciertos rasgos diferenciadores constantes que hacen de su prosa algo inconfundible: la abundancia de intertextos literarios preferentemente de la literatura francesa, una extraordinaria riqueza léxico-sintáctica, y un finísimo y peculiar sentido del humor, presente incluso en los episodios que tratan de los aspectos menos amables de la vida.
Así, por ejemplo, encontramos en su hilarante y, al tiempo, profunda novela paródica Gramática parda, una inmensa retícula de guiños literarios al mundo francés; el más patente entre ellos, el intertexto constante de la novela El arrancacorazones (1953) del francés Boris Vian, cuya influencia resulta evidente sobre todo en lo que a la construcción de los personajes infantiles se refiere.
Como muestra del amplio registro temático y formal que abarca la obra de Hortelano, cabe también citar la antología de relatos Los archivos secretos, en la que Hortelano se sirve de procedimientos de escritura en ocasiones, muy distintos a los de la novela anteriormente citada (sin nunca perder, en cambio, la irónica lucidez que le caracteriza) para tratar temas varios que van desde la guerra civil española (en el agridulce relato "Riánsares y el fascista", focalizado en la mirada transparente de un niño que deja de serlo durante la guerra), hasta la crítica de la vanidad y la egolatría de los grandes escritores (en el relato "A vuestra consideración").
El gran momento de Mary Tribune, considerada su obra maestra, es una de las novelas españolas más representativas de los años setenta. Su primera parte comienza con los amigos del narrador llegando a su casa para el aperitivo del sábado sin saber que en una de las habitaciones duerme Mary Tribune, una norteamericana que conoció a última hora de la noche. Después comienza una inmersión de varias semanas en la vida cotidiana del protagonista y los encuentros o desencuentros con Mary y otras mujeres, como su otra amante (la mujer de uno de sus amigos). Todo ello explicado con un estilo pletórico inimitable, como de melopea alcohólica. La segunda parte de la novela (que se publicó en otro volumen en su primera edición) transcurre tras varios meses en una casa en la Sierra de Guadarrama, donde ahora convive con otra mujer. Esta parte narra solo dos días y tiene un tono mucho más sosegado y melancólico, con el narrador que quiere dejar la bebida y mejorar su vida. De fondo la sombra de Mary, que desapareció de su vida tras unas varios desencuentros y ahora le genera una sensación de desencanto.

## Obras

### Relato
- Gente de Madrid (Seix Barral, 1967)
- Apólogos y milesios (Lumen, 1975)
- Cuentos completos (Alianza editorial, 1979)
- Preparativos de boda (Almarabu, 1986)
- Mucho cuento (Mondadori, 1987)
- Los archivos secretos (Montena, 1988)

### Poesía
- Echarse las pecas a la espalda (Hiperión, 1977)
- El grupo poético de los años 50. Una antología (Taurus, 1978)
- La incomprensión del comercio (Ediciones B, 1995)

### Novela
- Nuevas amistades, Premio Biblioteca Breve (Seix Barral, 1959)
- Tormenta de verano, Premio Formentor de las Letras (Seix Barral, 1961)

- El gran momento de Mary Tribune (Barral Editores, 1972)

- Los vaqueros en el pozo (Alfaguara, 1979)
- Gramática parda, Premio de la Crítica (Argos-Vergara, 1982)
- Muñeca y macho (Mondadori, 1990)

### Ensayo
- Crónicas correspondidas (Alfaguara, 1997)
- Invenciones urbanas (Cuatro, 2001)
- Crónicas, invenciones, paseatas (Lumen, 2008)

## Premios
| Predecesor: Luis Goytisolo | Premio Biblioteca Breve 1959 | Sucesor: José Manuel Caballero Bonald |

- Premio Formentor de las Letras del año 1961, por la novela Tormenta de Verano. Fue el primero de los galardonados con este premio.

- Premio de la Crítica en 1982, por la novela Gramática parda.

- Premio Comunidad de Madrid en 1990, en el apartado de Literatura.